# Iisaku
Iisaku (estniska: Iisaku vald) är en ort i Estland. Den ligger i Iisaku kommun och landskapet Ida-Virumaa, i den östra delen av landet, 150 km öster om huvudstaden Tallinn. Iisaku ligger 75 meter över havet och antalet invånare är 916.
Terrängen runt Iisaku är mycket platt. Runt Iisaku är det mycket glesbefolkat, med 5 invånare per kvadratkilometer. Iisaku är det största samhället i trakten. I omgivningarna runt Iisaku växer i huvudsak blandskog.